# Фака, Ахмад
Ахмад Фака (швед. Ahmad Faqa; род. 10 января 2003, Эль-Камышлы, Эль-Хасака) — шведский и сирийский футболист, защитник клуба «Коупавогюр».

## Клубная карьера
Футболом начинал заниматься в клубе «Васалунд» в 11-летнем возрасте. Затем некоторое время занимался в АИК, откуда перешёл в «Брумстен». Осенью 2017 года вернулся в АИК, где присоединился к молодёжной команде клуба. 27 февраля 2022 года в матче группового этапа кубка Швеции с «Эскильсминне» впервые вышел на поле за основной состав, заменив Сотириоса Папаяннопулоса. В марте того же года подписал с клубом первый профессиональный контракт, рассчитанный на пять лет. Затем отправился до конца сезона на правах аренды в «Вестерос», выступающий в Суперэттане. Сыграв в семи матчах, вернулся в АИК в связи с тем, что арендное соглашение было досрочно прекрашено.
28 июля 2022 года отправился также на правах аренды до конца сезона в «Сандвикен», представляющий первый дивизион. За время аренды принял участие в 12 матчах чемпионата и забил один мяч, чем помог своей команде занять второе место и попасть в стыковые матчи за право выхода в Суперэттан.
В марте 2023 года отправился в очередную аренду, присоединившись к исландскому «Коупавогюру». В его составе 10 апреля дебютировал в чемпионате Исландии, появившись на поле в середине первого тайма.

## Личная жизнь
Родился в Сирии в городе Эль-Камышлы. Вместе с семьей в 2012 году из-за войны переехал в Швецию, где поселился в пригороде Стокгольма — Ринкебю.

## Клубная статистика
| Выступление      | Выступление      | Выступление      | Лига | Лига | Кубки | Кубки | Конт. кубки | Конт. кубки | Разное | Разное | Итого | Итого |
| Клуб             | Лига             | Сезон            | Игры | Голы | Игры  | Голы  | Игры        | Голы        | Игры   | Голы   | Игры  | Голы  |
| ---------------- | ---------------- | ---------------- | ---- | ---- | ----- | ----- | ----------- | ----------- | ------ | ------ | ----- | ----- |
| АИК              | Алльсвенскан     | 2022             | 0    | 0    | 1     | 0     | 0           | 0           | 0      | 0      | 1     | 0     |
| АИК              | Итого            | Итого            | 0    | 0    | 1     | 0     | 0           | 0           | 0      | 0      | 1     | 0     |
| → Вестерос       | Суперэттан       | 2022             | 7    | 0    | 0     | 0     | 0           | 0           | 0      | 0      | 7     | 0     |
| → Вестерос       | Итого            | Итого            | 7    | 0    | 0     | 0     | 0           | 0           | 0      | 0      | 7     | 0     |
| → Сандвикен      | Дивизион 1       | 2022             | 12   | 1    | 1     | 0     | 0           | 0           | 1      | 0      | 14    | 1     |
| → Сандвикен      | Итого            | Итого            | 12   | 1    | 1     | 0     | 0           | 0           | 1      | 0      | 14    | 1     |
| Коупавогюр       | Избранная лига   | 2023             | 1    | 0    | 0     | 0     | 0           | 0           | 0      | 0      | 1     | 0     |
| Коупавогюр       | Итого            | Итого            | 1    | 0    | 0     | 0     | 0           | 0           | 0      | 0      | 1     | 0     |
| Всего за карьеру | Всего за карьеру | Всего за карьеру | 20   | 1    | 2     | 0     | 0           | 0           | 1      | 0      | 23    | 1     |